# L'anonima fine di Radice Quadrata
(Incipit)
L'anonima fine di Radice Quadrata è un romanzo per ragazzi scritto da Alessandro Mari e pubblicato nel 2015 da Bompiani.

## Trama
Sofia è una sedicenne che frequenta il liceo Galileo Galilei e che gestisce un blog per mezzo del quale prende in giro studenti e professori. La vicenda si apre il giorno in cui l'insegnante di storia e filosofia Sortino, soprannominato l' “Orrido”, stabilisce una nuova disposizione dei posti a coppie. Sofia si ritrova suo malgrado al fianco di “Radice Quadrata”, il compagno che lei stessa aveva ribattezzato in questo modo per vendicarsi dell'enigmatico giudizio che il ragazzo aveva formulato sulla sua persona: “Sei come una radice quadrata senza un numero dentro”. Quando l'Orrido, profondo estimatore del romanzo Cuore,  assegna un compito da svolgere in coppia per approfondire i valori che concorrono a delineare la figura dell'eroe moderno, Radice Quadrata si dimostra fin da subito un compagno originale e dotato di notevole spessore critico; non esita ad accusare una compagna di ipocrisia e superficialità. Sofia, incuriosita dalle stravaganze di Radice Quadrata, tra le quali anche l'abitudine ad annotare brevi pensieri su taccuini personali, inizia a seguirlo e a pedinarlo per settimane, facendosi guidare dallo spirito da detective ereditato da nonno Karl. Poco prima delle vacanze di Natale la classe si reca presso il centro commerciale Le vele per visionare un film sulla droga; l'uscita si trasforma in tragedia nel momento in cui il soffitto crolla a causa delle massicce infiltrazioni d'acqua piovana. Sofia viene ferita, ma il peggio le viene risparmiato grazie al pronto intervento di Radice Quadrata che torna indietro per salvarla. Il ragazzo però rimane gravemente ferito e si ritrova in coma farmacologico. Nelle settimane successive Sofia fa spesso visita a Radice Quadrata in ospedale e riesce a svelare parte dei segreti dell'esistenza e della personalità di quel ragazzo così originale: se si sveglierà, lo promette, lo chiamerà con il suo vero nome.

## Personaggi
- Sofia: sedicenne liceale, è la protagonista e l'io narrante del romanzo. Soprannominata Destro per aver steso con un pugno una ragazza, gestisce un blog chiamato “Il mio paio d'occhi”. Bugiarda seriale, è una ragazza sicura di sé, curiosa e determinata, tanto da non arrendersi di fronte agli ostacoli. Si muove in bicicletta, anche quando piove, e non perde mai di vista il suo IPhone. Sofia è un personaggio in evoluzione: l'impulsività iniziale lascia progressivamente posto alla più matura riflessività nella parte conclusiva del romanzo.

- Radice Quadrata: viene soprannominato così dopo avere offeso Sofia dicendole “Sei una radice quadrata senza il numero dentro”. Ragazzo originale e dai comportamenti misteriosi, sembra all'apparenza non interessarsi a ciò che accade intorno a lui. Ha l'abitudine di annotare su alcuni taccuini personali appunti di ogni genere, riguardanti la scuola ma anche persone decedute, al fine di indagare gli aspetti più significativi della loro vita.

- Karl: nonno paterno di Sofia, appassionato di polizieschi, ha avuto un ruolo importante nella crescita della nipote che lo ricorda con stima e affetto.

- Dario: fratello di Sofia, dà numerosi consigli alla protagonista, i quali si riveleranno importanti nel corso della storia.